# ديان فان رينسبورج
ديان فان رينسبورج (بالإنجليزية: Dianne Van Rensburg)‏ مواليد 3 أبريل 1968، هي لاعبة كرة مضرب جنوب أفريقية سابقة بدأت مسيرتها كمحترفة سنة 1985 وكانت تلعب باليد اليمنى، اعتزلت اللعب في 1995. أعلى تصنيف لها في الفردي كان المركز الـ 26 في سنة 1991. أعلى تصنيف لها في الزوجي كان المركز الـ 27 في سنة 1988.

## روابط خارجية
- ديان فان رينسبورج على موقع رابطة محترفات التنس (الإنجليزية)
- ديان فان رينسبورج على موقع الاتحاد الدولي لكرة المضرب (الإنجليزية)